# Enrico Brignano
Enrico Brignano (né à Rome le 18 mai 1966) est un acteur italien, dramaturge, comédien, présentateur et écrivain.

## Filmographie
- 1994 : Un miracle italien
- 1997 : Jerks physiques
- 1997-2000 : Un medico in famiglia (Télévision)
- 1999 : La bomba de Giulio Base
- 2001 : South Kensington
- 2008 : Un'estate al mare
- 2009 : Un'estate ai Caraibi
- 2011 : Ex-Amici viennent prima!
- 2013 : Éloigne-toi de moi
- 2013 : À demain